# Palpita metallata
Palpita metallata là một loài bướm đêm trong họ Crambidae.